# Awake (Secondhand Serenade)
Awake är Secondhand Serenade (pseudonym för John Vesely) debutalbum, utgivet den 31 januari 2007. Albumet släpptes ursprungligen som en demo 2005. I slutet av 2006 fick Secondhand Serenade skivkontrakt hos Glassnote Records.

## Låtlista
1. "Half-Alive" - 3:44
2. "Broken" - 3:53
3. "Vulnerable" 3:22
4. "Your Call" - 3:44
5. "Maybe" - 3:22
6. "It's Not Over" - 3:29
7. "I Hate This Song" - 4:53
8. "Awake" - 4:05
9. "Take Me With You" - 4:53
10. "Let It Roll" - 3:27
11. "The Last Song Ever" - 4:38
12. "End" - 4:13

## Medverkande
- John Vesely - gitarr, sång
- Ronnie Day - piano på låtarna 4, 8 och 12
- Mixning - SF SoundWorks
- Mastering - Tony Espinoza & Loredana Palomares
- Assistenter - Loredanna Palomares, Aaron DeMateo